# Биолошка ваздухопловна бомба
Биолошка ваздухопловна бомба је нарочита врста ваздухопловне бомбе чији су борбени терет штетни микроорганизми или њихови отрови (токсини), а понекад и инсекти или глодари заражени преносивим болестима. Једно је од средстава за употребу биолошког оружја из ваздуха.
Ради распршивања материје на што већу површину у предњем дијелу је упаљач бомбе који на подесној висини слабим експлозивом разбија тијело бомбе. Пуњење из средњег дијела бомбе се тиме распршује. Могућа је и конструкција са касетним бомбама, којима се постиже боље покривање површине. Неке врсте б. имају падобран (ако се користе заражени инсекти или глодари), да не би били уништени при удару.